# ایستموس-۳۴ سبک
ایستموس-۳۴ سبک، (انگلیسی: Isthmus-34 Light) نفت خام ترش است، که در کشور مکزیک تولید می‌شود. این محصول، عمدتاً در کامپیچه در خلیج مکزیک با مرکزیت چیاپاس، تاباسکو و وراکروز استخراج می‌گردد. این نام از منطقه ایستموس توانتپک گرفته شده‌است. با وجود اینکه مکزیک عضو اوپک نبوده، ولی نفت ایستموس-۳۴، بخشی از سبد اوپک می‌باشد.